# توم وولف
توماس كينيرلي وُلْف الابن (بالإنجليزية: Thomas Kennerly Wolfe Jr؛ 2 مارس 1931 - 14 مايو 2018) كان كاتبا وصحفيا وروائيا أمريكيا اشتهر بارتباطه بحركة الصحافة الجديدة (New Journalism)، وهي أسلوب كتابة الأخبار والصحافة تطور في ستينات وسبعينات القرن العشرين أدرجت فيه تقانات أدبية. بدأ مهنته كمراسل لصحيفة إقليمية في خمسينات القرن العشرين، وحقق نجاحا على المستوى الوطني إثر إصدار كتبه المندرجة في قوائم الكتب الأكثر مبيعا مثل اختبار حمض الكولايد الكهربائي (The Electric Kool-Aid Acid Test—قصة كين كيسي وجماعة المخادعين المرحين) ومجموعتين من المقالات والإنشاءات. في 1979، أصدر كتابا مؤثرا اسمه ما هو مطلوب (The Right Stuff) عن سبعة رواد فضاء وجعل منه فيلم في 1983. روايته الخيالية الأولى، مشعلة الأباطيل (The Bonfire of the Vanities) صدرت عام 1987، وأشيد بها إشادة حاسمة وحققت نجاحا تجاريا كذلك، وجعل منه فيلم أيضا.

## وصلات خارجية
- توم وولف على موقع IMDb (الإنجليزية)
- توم وولف على موقع الموسوعة البريطانية (الإنجليزية)
- توم وولف على موقع مونزينجر (الألمانية)
- توم وولف على موقع ألو سيني (الفرنسية)
- توم وولف على موقع أول موفي (الإنجليزية)
- توم وولف على موقع قاعدة بيانات الأفلام السويدية (السويدية)
- توم وولف على موقع إن إن دي بي (الإنجليزية)
- توم وولف على موقع قاعدة بيانات الفيلم (الإنجليزية)
- الموقع الرسمي
- صفحة الكاتب توم وولف